# Praça de Touros de Xabregas
A Praça de Touros de Xabregas foi uma Praça de Toiros localizada no Termo de Lisboa, na zona de Xabregas, então fora da cidade mas dentro concelho de Lisboa. Inaugurada em 1578, foi a primeira Praça de Toiros fixa construída em Portugal.
A Praça de Touros de Xabregas foi mandada erigir em 1578 por ordem do Rei D. Sebastião.
Esteve em actividade até ao século XVIII, sendo posteriormente substituída por Praças construídas na Junqueira, em Belém, na Anunciada e no Salitre. Já no século XIX foi construída a Praça de Toiros do Campo de Santana (1831–1889) e, finalmente, a actual Praça de Toiros do Campo Pequeno (1892). 